# Mohanpur
Mohanpur fou un estat tributari protegit de l'Índia a l'agència de Mahi Kantha, província de Gujarat, presidència de Bombai, amb una població de 14.011 habitants el 1872, 14.667 habitants el 1881 i 14.264 el 1931. La superfície era de 231 km² i el formaven 52 pobles. Cultivava mill, blat, moresc i oleaginoses i a Arpodra hi havia mines de talc. Tenia uns ingressos estimats de 2.429 lliures el 1881 i pagava un tribut de 475 lliures al Gaikwar de Baroda, 225 lliures al raja d'Idar i 15 al govern britànic. Era considerat estat de tercera classe. Va emetre paper fiscal però no segells per adherir.
El sobirà era descendent dels raos de Chandrawati, prop de Mont Abu. El seu ancestre Jaspal va emigrar des de Chandrawati a Harol a Mahi Kantha el 1227; a la tretzena generació thakur Prithwi Raj es va instal·lar a Ghorwara, que havia rebut en jagir junt amb els territoris veïns; durant els segles següents el territori es va dividir entre diverses branques de la família. Thakur Himat Singh governava a finals del segle xix, després de succeir com a menor d'edat al seu pare Umed Singh (mort el 6 d'octubre de 1882 després d'uns 7 anys de regnat; Umed era fill de Daulat Singh). Probablement el successor fou Takhat Singh, pare de Sartan Singh, que va pujar al tron el 1927 i va governar fins al 1940. El seu hereu era Kumar Shri Vinai Singh, nascut el 1908, que fou segurament el darrer sobirà (1940-1948). Eran de casta rajput del clan rehwar, subclan pramara.
La capital era Mohanpur amb una població el 1881 de 1.051 habitants.